# ایستگاه ایچیگایا
ایستگاه ایچیگایا (به لاتین: Ichigaya Station) یک ایستگاه قطار و ایستگاه مترو در ژاپن است که در چیودا-کو، توکیو واقع شده‌است.